# 牛厝
牛厝，是臺灣雲林縣臺西鄉的一個傳統地域名稱，位於該鄉東南部。相較於今日行政區，其範圍大致為牛厝村東大半部。

## 歷史
台灣清治末期，牛厝地區為一街庄，稱為「牛厝庄」，隸屬於海豐堡。該庄北與五塊藔庄為鄰，東與程海厝庄為鄰，南邊隔舊虎尾溪與羊稠厝庄、溪尾庄為界，西邊為坵厝庄。
1901年（日治明治三十四年）11月，全台廢縣廳改設二十廳，該庄隸屬於斗六廳。1903年（明治三十六年）6月，該庄編入「崙仔頂區」，仍隸屬於斗六廳。1909年（明治四十二年）10月，合併二十廳為十二廳，崙仔頂區改隸屬於嘉義廳。1920年（大正九年），全台地方制度大改正，廢十二廳改設五州二廳，該庄改制為「牛厝」大字，隸屬於臺南州虎尾郡海口庄。
戰後海口庄改制為海口鄉，隸屬於臺南縣，大字亦改制為村。1946年9月，海口鄉拆分為臺西、東勢兩鄉，本地區隸屬於臺西鄉。1950年9月，雲、嘉、南分治，臺西鄉改隸屬於雲林縣。

## 聚落
本地區發展較早的聚落有牛厝、鹽田、坵厝（頂田）等，在日治期初期的官方地圖上已有記載。此外，本地區尚有蕭厝聚落。

## 交通
省道台78線即「東西向快速公路－台西古坑線」，是雲林縣境內的東西向快速公路，大致先以西南西—東北東走向轉西向東經過本地區西半葉的北部，再以西北微西—東南微東走向繞大彎轉西南西—東北東走向經過本地區東半葉的北部。境內未設交流道，西側最近的是位於西鄰東勢厝境內縣道153號交會處的東勢交流道；東側最近的是位於後湖境內省道台19線交會處的元長交流道。由此等向西可前往台西鄉並止於省道台61線（西部濱海快速公路）交會處的台西交流道；向東可前往元長鄉北部、土庫鎮、虎尾鎮南部、大埤鄉東北部、斗南鎮、斗六市南部、古坑鄉西北部、高厝林子頭的東側端點（古坑端）並止於國道3號古坑系統交流道；亦可於雲林系統交流道轉接國道1號前往台灣西部南北各地。
縣道155號（民權路、中山路、民族路），是五條港至北港的道路，大致以北向南轉東向西再轉北北東—南南西走向再轉北向南經過本地區中部偏東地帶。由該道路向北可前往五條港並止於省道台17線與台61線共線路口，向南轉南南東可前往四湖、水林、北港並止於省道台19線路口。
鄉道雲122線是舊泉州至程海厝的道路。
鄉道雲123線是十張犁至劉厝的道路。
鄉道雲125線是頂田至溪尾的道路。